# Replay - The Album
Replay - The Album è il 
ventiquattresimo album della cantante pop italiana Raffaella Carrà, pubblicato il 19 novembre 2013 dall'etichetta discografica indipendente Do It Yourself e distribuito da Sony Music.

## Il disco
Il disco, pubblicato a diciassette anni di distanza dall'ultimo album di inediti dell'artista Carramba che rumba! e a cinque dall'ultima raccolta video Raffica - Balletti & Duetti, vede l'alternarsi di firme prestigiose come Gianna Nannini, che duetta nel brano Cha cha ciao, Cristiano Malgioglio, che firma Il Lupo, e Gatto Panceri, che scrive Mi troverai, e di autori giovani come Meghan Trainor, John Michael Biancale, Francesco Gabbani e Carlotta Cortesi. Per la prima volta la stessa Carrà è autrice di quattro brani. L'album, prodotto da Max Moroldo, di matrice prevalentemente dance, è stato anticipato dal singolo Replay.
La soubrette ha dichiarato in conferenza stampa: «Non ci pensavo affatto a registrare un nuovo album. Forse sarà il contagio di The Voice che mi ha convinto, ma soprattutto dei brani dance che mi sono piaciuti. Me la gioco da outsider. Non lo faccio per la carriera, ma per gioco».
Durante la conferenza stampa di presentazione del disco, Raffaella ha inoltre dichiarato: «Sono perfettamente cosciente del fatto che non fosse un'esigenza impellente avere in circolo un nuovo album della Carrà. Questo è un progetto a cui tengo molto. Devo dire che mi sono divertita davvero tanto a fare un disco completamente nuovo. Per alcuni versi, nella mia nuova fatica discografica c'è la Carrà che tutti si aspettano, per altri no. Si potrebbe parlare di una sorta di "up to date": mi sento libera, lontana dall'incubo delle classifiche, e grazie a questa libertà riesco a cantare con un entusiasmo tutto diverso rispetto al passato».

## Edizioni
La prima, pubblicata il 19 novembre 2013 consta di 10 brani ed è stata distribuita:
- su LP (DIY 0888430185418) come Picture Disc in edizione numerata a tiratura limitata di 1000 esemplari[4]
- su CD (DIY 8056450044745) in jewel case con un libretto che contiene i ringraziamenti di Raffaella ai colleghi e tutti i testi delle canzoni[5]
- per il download digitale aggiungendo la canzone Toy Boy, cantata in spagnolo, come undicesima traccia.[1]

A giugno del 2014 è stato pubblicato (DIY IT01512) un cofanetto intitolato  Replay - The Album Deluxe Edition che aggiunge alle 10 tracce del l'edizione precedente, Toy Boy e 6 remix di canzoni dell'album; per ultima la traccia Far l'amore con Bob Sinclar del 2011.
 Questo cofanetto, realizzato in sole 120 copie, è numerato e personalizzato, contiene il Picture Disc dell'album, il CD in edizione limitata con 18 tracce, la maglietta ufficiale di Replay, delle spille, un magnete, una tazza e una cartolina con dedica.

## I brani
Prodotto da Stefano Magnanensi, Gianni Bini e Max Moroldo, il disco contiene 11 inediti in tre lingue diverse (italiano, spagnolo e inglese), tutti orientati al genere dance, selezionati da una lista di 80 provini. La prima parte della lavorazione si è tenuta in estate presso Monte Argentario, in Toscana, nella residenza estiva di Raffaella. La cantante e Stefano Magnanensi hanno ascoltato tutti i brani e selezionato i migliori. Come hanno raccontato alla stampa: "Trovare i brani giusti è stato un lavoro molto difficile. Ce ne sono alcuni in inglese, due tradotti in spagnolo e gli altri in italiano. Ogni tanto, quando durante l'ascolto sentivamo un pezzo che ci faceva dire <<forte questo!>>, allora lo si sceglieva."
Stefano ha spinto la cantante a scrivere per la prima volta un testo, quello di Fernando. Al riguardo Raffaella ha anche dichiarato: "Replay doveva essere tradotto in spagnolo, ma il testo che mi era arrivato non mi convinceva molto. Allora Stefano mi suggerì di scriverlo da me: alla fine della lavorazione sono rimasta così sorpresa che subito mi è venuta voglia di scriverne un altro, Toy Boy (che è lo specchio di un certo modo di vivere e di apparire in una società, come la nostra, sempre più schiava di se stessa)."
Discorso diverso per Cha cha ciao, scritto da Gianna Nannini. La Carrà spiega: "È una collaborazione nata da una promessa, Gianna era ospite a The Voice e durante uno stacco pubblicitario mi disse <<Mi è giunta voce che stai preparando un nuovo disco. Tieniti pronta, perché ho intenzione di scriverti un pezzo fortissimo!>>. Così è nata Cha Cha Ciao, di cui Gianna ha firmato anche la musica e la produzione; e durante le registrazioni è venuta perfino a trovarmi in studio. La sua collaborazione ha dato lustro a questo album in maniera naturale e generosa."
Replay è un album tutto da ballare, ma contiene anche importanti spunti di riflessione, come nel caso della stessa Toy Boy o di Il grande boom. Quest'ultimo è un brano firmato da Peppi Nocera e dalla stessa Carrà che lo spiega così: "Racconta un'Italia che non c'è più, tra divisione, ingiustizie e perdite di valori. La mia intenzione è quella di condividere la gioia con chi ascolta questo album, dimenticando per un attimo la tristezza e l'angoscia che da qualche tempo a questa parte tormentano il nostro paese. Io questo obiettivo cerco di raggiungerlo cantando con tutta la forza che ho. Proprio come quando a Bologna, in occasione del Concerto per l'Emilia, cantai Rumore travolgendo tutto. La musica mantiene giovani e per me essere giovani dentro è sinonimo di energia, impegno, ironia, speranza nel futuro. Non bisogna mai perdere la speranza nel futuro, perché c'è sempre qualcosa di bello pronto ad attenderci."

## Classifiche
| Classifica (2013) | Posizione massima |
| ----------------- | ----------------- |
| Italia            | 32                |
| Spagna            | 69                |

Il CD fisico è esaurito nel primo giorno d'uscita e in ristampa.

## Tracce
1. Replay (new edit) – 3:58 (testo: Meghan Trainor – musica: Lorenzo Cosi, Patrizio Moi, Luca Masini)
2. Hold Me – 3:30 (testo: Meghan Trainor – musica: Lorenzo Cosi, Patrizio Moi, Luca Masini)
3. Fun Fun Fun – 3:35 (testo: Carlotta Cortesi, John Michael Biancale – musica: Alessandro Moschini, Carlotta Cortesi, John Michael Biancale)
4. Keep On (feat. John Biancale) – 3:14 (testo: Roberto Santini, Raffaella Carrà – musica: Alessandro Viale, Roberto Gallo Salsotto)
5. Cha cha ciao – 3:07 (Gianna Nannini)
6. Toy Boy – 3:34 (testo: Raffaella Carrà – musica: Francesco Gabbani, Gianni Bini)
7. Il Grande Boom – 3:27 (testo: Peppi Nocera, Raffaella Carrà – musica: Massimo Bottini)
8. Mi troverai – 3:29 (testo: Gatto Panceri – musica: Vincent Paul Degiorgio, Oliver Guy Visconti, Stephane Lozach)
9. Il lupo – 3:56 (testo: Cristiano Malgioglio – musica: Corrado Castellari)
10. Fernando – 4:04 (testo: Meghan Trainor, Raffaella Carrà – musica: Lorenzo Cosi, Patrizio Moi, Luca Masini) – Replay spanish version

Durata totale: 35:54
Traccia aggiuntiva disponibile solo in download digitale.
1. Toy Boy (spanish version) – 3:37 (testo: Raffaella Carrà – musica: Francesco Gabbani, Gianni Bini)

Traccia aggiuntiva presente nell'edizione di Google Play.
1. Fernando (DJ Jump & Jenny Dee edit mix) – 3:37

### Deluxe Edition
1. Toy Boy (spanish version) – 3:37 (testo: Raffaella Carrà – musica: Francesco Gabbani, Gianni Bini)
2. Minimix – 8:23
3. Replay (spanish version) (DJ Jump & Jenny Dee edit mix) – 3:37
4. Replay (Luca Bisori remix edit) – 3:23
5. Cha Cha Ciao (Stefano Fisico & Micky Uk remix edit) – 4:10
6. Cha Cha Ciao (Wender remix edit) – 2:53
7. Cha Cha Ciao (DaBo remix edit) – 2:55
8. Bob Sinclar – Far l'amore (feat. Raffaella Carrà) (radio edit) – 3:03

Durata totale: 32:01

## Crediti

### Artisti
- Raffaella Carrà - voce
- Gianna Nannini - loop vocale in Cha Cha Ciao
- John Michael Biancale - voce maschile in Keep On

### Arrangiamenti
- Lorenzo Cosi, Patrizio Moi, Luca Masini in Replay, Hold Me, Fernando
- Alessandro Viale, Roberto Santini, Gianni Bini in Keep On
- Gianni Bini - altre tracce

### Altri musicisti
- Antonello Pudva - chitarra (tranne Replay, Fernando), basso in Cha Cha Ciao
- Andrea Cozzani -  basso in Keep On e Il Grande Boom
- Gianni Bini - tastiere in Toy Boy e Il lupo; tastiere e programmazione in Mi troverai
- Axel Sathia, Leonardo Grillotti, Gianni Bini - tastiere, programmazione, sintetizzatore e arrangiamenti in Fun Fun Fun
- Christian Lohr, Leandro Gaetano, Gianni Bini - tastiere e arrangiamenti in Cha Cha Ciao
- Lorenzo Bertelloni - tastiere in Toy Boy, organo in Il Grande Boom

Ottoni in Il Grande Boom:
- Luca Signorini - sax soprano e Toy Boy, sax in Keep On e Il lupo
- Dario Cecchini - sax baritono
- Stefano Scalzi - trombone
- Luca Marianini, Nicola Cellai - tromba

Cori (tranne Replay, Fernando e Cha Cha Ciao):
- Benedetta Capecchi, Greta Ciurlante
- Melissa Hill, Stefano Magnanensi (tranne Mi troverai e Il lupo)